# Chiesa di Santa Chiara (Foggia)
La chiesa di Santa Chiara è una chiesa di Foggia.

## Storia
La costruzione dell'edificio risale al 1500. Distrutta dal terremoto del 1731 con l'attiguo convento, fu riedificata ed ultimata nel 1742. Il tempio è orientato tra l'occidente e il settentrione, con antistante piazzetta, dedicata a Santa Chiara, ha un lato scoperto e gli altri due attaccati all'ex monastero. Vi è un piccolo campanile, sul quale vi erano tre campane, dedicate a Santa Chiara, all'Immacolata e a San Francesco Saverio.

## Descrizione

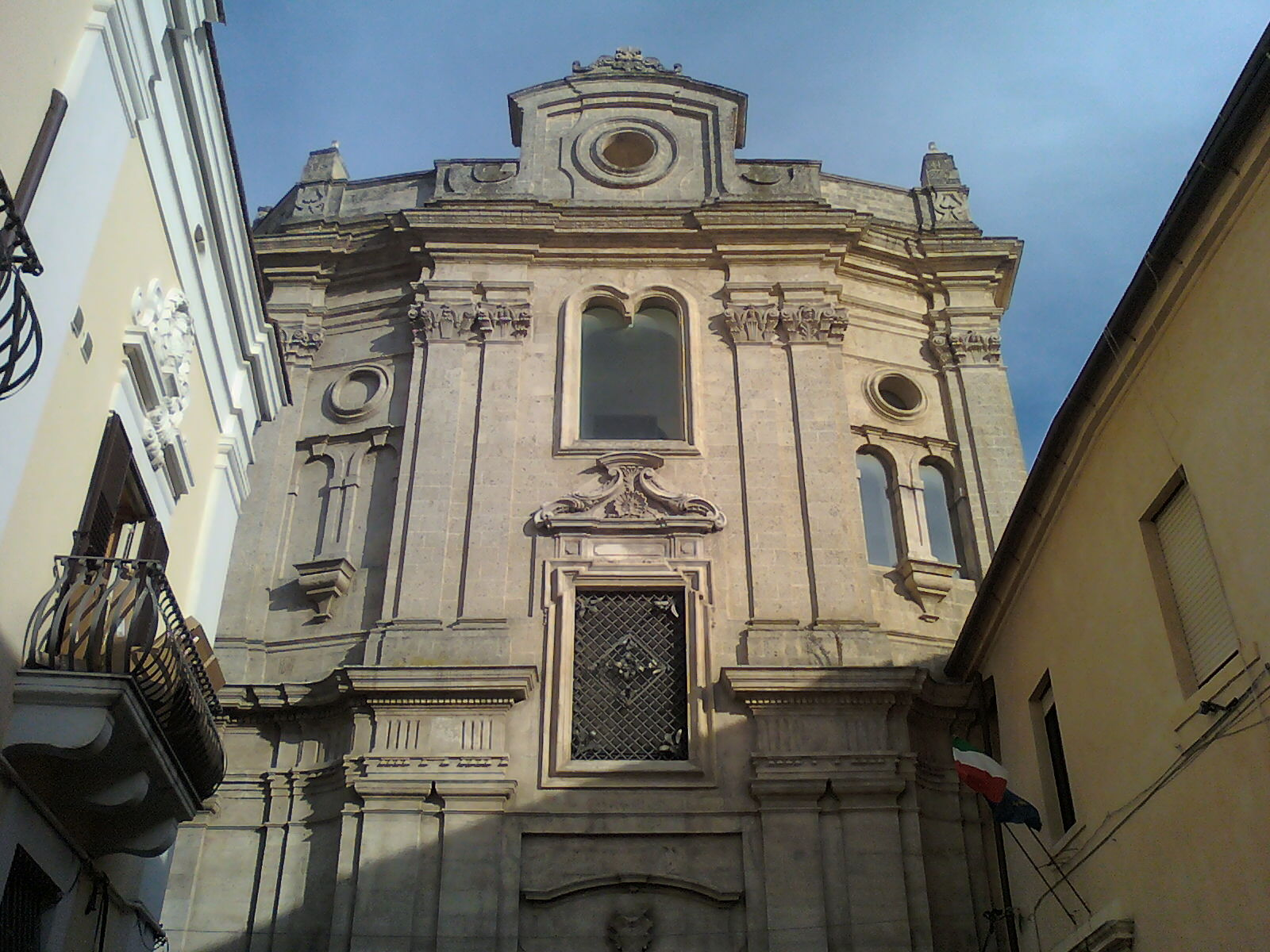
Altra immagine della chiesa

La facciata di stile rococò, caratterizzata dalla introflessione delle ali laterali e da un'alta cornice marcapiano, interrotta in asse col portale da una finestra con fastigio sagomato. L'interno a pianta ellittica, con copertura a volta ha quattro cappelle delimitate da quattro arconi, addossati alle pareti: il maggiore dedicato a Santa Chiara e gli altri due: uno dedicato all'Immacolata e l'altro a San Francesco Saverio. A causa delle leggi eversive le religiose furono espulse nel giugno del 1866 e il monastero fu adibito ad usi diversi. La chiesa era stata spogliata dai preziosi arredi sacri e di moltissima argenteria a causa dell'incameramento dei beni ecclesiastici. È chiusa al culto dal 1932. Rovinata dalle incursioni aeree del 1943 non fu restaurata per il culto. L'altare maggiore di marmo fu demolito e ricostruito nella chiesa di San Luigi, ma oggi ridotto nelle sue proporzioni; il quadro di Santa Chiara, opera di Francesco Solimena, fu prestato e si trova esposto nella Pinacoteca comunale; la statua della Immacolata è custodita nella vicina chiesa dell'Addolorata e la chiesa, restaurata, fu ridotta a sala per rappresentazioni e conferenze ad uso della parrocchia di San Tommaso.